# Кропоткины
Кропо́ткины (Крапоткины) — русский княжеский род, ветвь удельных князей Смоленских, Рюриковичи.
Род князей Кропоткиных внесён в Бархатную книгу. При подаче документов (08 марта 1682) для внесения рода в Бархатную книгу, была предоставлена родословная роспись князей Кропоткиных.
В документах XVII—XVIII веков представители рода зачастую упоминаются и без княжеского титула. Внесён в V часть родословной книги Московской и Калужской губерний (Гербовник, V, 2).
Известна также ещё ветвь Кропоткиных, связь которой с предыдущим родом не выяснена; она происходит от князя Бориса Михайловича Кропоткина, владевшего поместьями (1627—1629), и была внесена в V часть родословной книги Рязанской губернии.

## Происхождение и история рода
Родоначальник — князь Дмитрий Васильевич Смоленский, прозванный Кропотка, который традиционно считается племянником последнего князя смоленского Юрия Святославича. Дмитрий Васильевич, вместе с двумя сыновьями князьями Александром и Иваном (убит 1503) были испомещены в Можайске. Внук Александра Дмитриевича, тоже Александр Дмитриевич был пожалован Иваном Грозным городом Медынью и половиной Владимиром.
Князья Кропоткины в XVI и XVII веках служили стольниками, стряпчими и бывали на воеводствах.
Князь Дмитрий Николаевич (1836—1879), харьковский губернатор, убит по политическим мотивам. У него были двоюродные братья — Пётр Кропоткин и Александр Кропоткин.

## Известные представители
- Князь Кропоткин Андрей Александрович — воевода (1501).
- Князь Кропоткин Андрей Иванович — воевода в Сырянске (1508), Торопце (1521 м 1524), послан с войсками на усмирение казанцев (1524).
- Князь Кропоткин Юрий Андреевич — записан во вторую статью московских детей боярских (1551), убит в бою под Казанью (1553).
- Князья: Петр, Андрей и Василий Косой Андреевичи, Иван и Андрей Васильевичи, Юрий Иванович — записаны во вторую статью московских детей боярских (1551).
- Князь Кропоткин Иван Андреевич — записан во вторую статью московских детей боярских (1551), голова в Сторожевом полку в Туле (1560), второй голова под Вильяне.
- Князь Кропоткин Василий Васильевич — письменный голова в Ям-городе (1591), воевода в Сторожевом полку в походе из Иван-города в Швецию, письменный голова в Пскове (1595 и 1598).
- Князь Кропоткин Тимофей Андреевич — воевода.
- Князь Кропоткин Пётр Иванович — воевода в Круцборге (1579), Чествине (1581), наместник в Орешке (1576), воевода в Красном (1584), Ивангороде (1602).
- Князь Кропоткин Никита Иванович — голова.
- Князь Кропоткин Никита Иванович — воевода в Красном (1564), Ракоборе (1567 и 1575), наместник в Орешке (1576).
- Князь Кропоткин Дмитрий Васильевич — воевода.
- Князь Кропоткин Фёдор Андреевич — записан во вторую статью московских детей боярских (1551), второй воевода в Ракоборе (1581).
- Князь Кропоткин Михаил Иванович Большой — второй голова в Орешке (1592), письменный голова в Пскове (1595 и 1598), показан в дворянах и окладчиком (1606).
- Князь Кропоткин Афанасий Иванович — голова войск правой руки в Тарусе (1576), осадный голова в Черствине (1577—1581), показан в дворянах (1606).
- Князь Михаил Иванович по прозванию Кека — первый осадный голова в Гдове (1591), показан в дворянах (1606).
- Князь Кропоткин Семён Никитич — воевода в войсках царя Василия Шуйского (1606).
- Князь Кропоткин Тимофей — воевода в Устюжне-Железопольской (1627—1628).
- Князь Кропоткин Кузьма-Воин Михайлович — московский дворянин (1627—1629), воевода в Шуе (1617), Торжке (1627 и 1636—1637).
- Князь Кропоткин Иван Воинович — стольник патриарха Филарета (1627—1629), московский дворянин (1636—1677).
- Князь Кропоткин Василий Петрович — московский дворянин (1636—1640), воевода в Угличе (1630—1633), в Воронеже (1651—1653).
- Князь Фёдор (Феропонт) Васильевич — московский дворянин, убит 29 июля 1656 г. под г. Юрьев-Ливонский. Похоронен в Успе́нском Пско́во-Пече́рском монасты́ре в комплексе Богом зданных пещер.
- Князь Кропоткин Василий — воевода в Яренске (1635).
- Князь Кропоткин Александр Васильевич — стольник (1640), стряпчий (1642), воевода в Сургуте (1650—1654).
- Князь Кропоткин Иван Иванович — московский дворянин (1640).
- Князь Кропоткин Пётр Васильевич — воевода в Сургуте (1646—1647).
- Князья Кропоткины: Терентий Богданович и Алексей Воинович — стряпчие (1658—1678).
- Князь Кропоткин Василий Васильевич — стольник (1658—1676), воевода в Воронеже (1651—1654), Переславле-Рязанском (1661), Нижнем Новгороде (1687—1688).
- Князь Кропоткин Михаил Васильевич — стряпчий (1672—1676), стольник (1676), комнатный стольник царя Иоанна Алексеевича (1676—1686), женат на княжне Марии Никитичне урождённой Дуловой.
- Князь Кропоткин Яков Иванович — московский дворянин (1677), стольник (1680—1692), президент Сыскного приказа, обер-штер-кригс-комиссар.
- Князь Кропоткин Иван Иванович — отправился с Петром I при Великом посольстве по разным европейским странам (1697), направлен в Амстердам на Ост-Индийский двор учиться корабельному делу (1698).
- Князь Кропоткин Василий — стольник, воевода в Тамбове (1679).
- Князь Кропоткин Афанасий Иванович — московский дворянин (1692).
- Князья Кропоткины: Фёдор, Пётр и Михаил Алексеевичи — стольники (1692)[6][7].

- Кропоткин, Александр Алексеевич (1841—1886) — математик, популяризатор астрономии.
- Кропоткин, Дмитрий Николаевич (1836—1879) — харьковский генерал-губернатор.
- Кропоткин, Николай Дмитриевич (1872—1937) — его сын, курляндский и лифляндский вице-губернатор.
- Кропоткин, Пётр Алексеевич (1842—1921) — теоретик анархизма, историк, географ, философ, литератор.
- Кропоткин, Пётр Николаевич (1910—1996) — учёный-геолог, геофизик, академик.

## Генетика
Новейшие генетические исследования опровергли происхождение Кропоткиных от Ростислава Мстиславича (ок. 1240). При сопоставлении генетического материала, полученного от князей Кропоткина и Шаховского (потомство Фёдора Чёрного), установлено, что их ближайший общий предок по мужской линии жил в первой трети XII века. Единственное объяснение — то, что они происходят от разных сыновей Ростислава I: ярославские князья — от Давыда, а Кропоткины (как и Вяземские) — от Рюрика.